# Nicorps
Nicorps är en kommun i departementet Manche i regionen Normandie i norra Frankrike. Kommunen ligger i kantonen Coutances som tillhör arrondissementet Coutances. År 2022 hade Nicorps 361 invånare.

## Befolkningsutveckling
Antalet invånare i kommunen Nicorps
| Referens: INSEE |